# اسناب پالرد
اسناب پالِرد (انگلیسی: Snub Pollard؛ ‏ ۹ نوامبر ۱۸۸۹ – ۱۹ ژانویهٔ ۱۹۶۲) کمدین و بازیگر فیلم‌های صامت اهل استرالیا بود. وی بین سال‌های ۱۹۱۳ تا ۱۹۶۲ میلادی فعالیت می‌کرد. به افتخار او ستاره در پیاده‌روی مشاهیر هالیوود قرار داده شده است.

## گزیدهٔ آثار
- روشنی‌های صحنه (۱۹۵۲)
- روزی که دنیا از حرکت ایستاد (۱۹۵۱)
- مخاطرات پائولین (۱۹۴۷)
- ماجرای پرشور هالیوود (۱۹۳۹)
- یک عمل نیک (۱۹۳۱)
- جناب اعلیحضرت حقه‌باز (۱۹۲۰)
- بچه‌های ناخدا کید (۱۹۱۹)
- باقی پولت را بشمار (۱۹۱۹)
- دیگر موجود نیست! (۱۹۱۹)
- بیرون تراموا (۱۹۱۹)
- فقط همسایه و بس (۱۹۱۹)
- بی‌عرضه وظیفه‌شناس (۱۹۱۹)
- بله، آقا (۱۹۱۹)
- یک ماه عسل پرجنب‌وجوش (۱۹۱۹)
- هرگز به من دست نزد (۱۹۱۹)
- تنها پدرش (۱۹۱۹)
- جناب آقای بیلی بلیزس (۱۹۱۹)
- رأی‌ها را بشمارید (۱۹۱۹)
- بازگشت به جنگل (۱۹۱۹)
- شاهزاده (۱۹۱۹)
- دزد را بزن (۱۹۱۹)
- حکمران و پیروانش (۱۹۱۹)
- تپانچه‌هایی برای صبحانه (۱۹۱۹)
- کفش‌هاتو دربیار (۱۹۱۹)
- ماراتن (۱۹۱۹)
- پیش از صبحانه (۱۹۱۹)
- از پدر بپرس (۱۹۱۹)
- ردیف بعدی (۱۹۱۹)
- پرده را بالا بزن (۱۹۱۹)
- یک سرباز وظیفه در سیبری (۱۹۱۹)
- مراقب باشید، داریم می‌افتیم (۱۹۱۹)
- دست به دهان (۱۹۱۹)
- دارم میام (۱۹۱۹)
- هل نده (۱۹۱۹)
- تازه‌وارد (۱۹۱۹)
- در سالن نمایش قدیمی (۱۹۱۹)
- رئیس بزرگ سرخپوستان (۱۹۱۹)
- پول کاغذی (۱۹۱۹)
- چاپ سویی اند کو (۱۹۱۹)
- تحت تعقیب – ۵٬۰۰۰ دلار (۱۹۱۹)
- دردسر برادوی (۱۹۱۹)
- آیا کلاهبرداران دغل‌کار هستند؟ (۱۹۱۸)
- سبیل‌ها را تاب بده (۱۹۱۸)
- دو نفر در جنب و جوش (۱۹۱۸)
- بخت خود را بیازما (۱۹۱۸)
- مشغله ذهنی (۱۹۱۸)
- چرا منو انتخاب کردی؟ (۱۹۱۸)
- هیچ‌چیز جز دردسر (۱۹۱۸)
- خودشه (۱۹۱۸)
- با همرقص‌هایت سوئینگ برقص (۱۹۱۸)
- عروس و دلتنگی (۱۹۱۸)
- غوغای آنان را بشنو (۱۹۱۸)
- او ندارد مرا دوست (۱۹۱۸)
- یک عاشقانه اوزارک (۱۹۱۸)
- بگیرش، گردن‌کلفت! (۱۹۱۸)
- جایی در ترکیه (۱۹۱۸)
- رِند شهری (۱۹۱۸)
- گاسی دو لول (۱۹۱۸)
- همرنگ جماعت شو (۱۹۱۸)
- آتش‌نشان فرزند مرا نجات بده (۱۹۱۸)
- جوانک مهارنشدنی (۱۹۱۸)
- لطفاً دلپذیر باش (۱۹۱۸)
- اخراج‌شده (۱۹۱۸)
- یک زندگی پرهیجان (۱۹۱۸)
- مظلوم و بی‌آزار (۱۹۱۸)
- یک عروسی بنزینی (۱۹۱۸)
- بیا بریم (۱۹۱۸)
- سلام! (۱۹۱۸)
- خانم‌ها وارد می‌شوند (۱۹۱۸)
- اطلاع محرمانه (۱۹۱۸)
- دوباره بزنش (۱۹۱۸)
- با عجله (۱۹۱۸)
- همه سرنشینان (۱۹۱۷)
- لوک تنها، تعمیرکار خودرو (۱۹۱۷)
- لوک تنها، بیمارانش را از دست می‌دهد (۱۹۱۷)
- بلیس (۱۹۱۷)
- دزدزده (۱۹۱۷)
- رینبو آیلند (۱۹۱۷)
- حکم، گشنیز است (۱۹۱۷)
- لوک تنها، لوله‌کش (۱۹۱۷)
- زنان سرکش لوک تنها (۱۹۱۷)
- زندگی پر جنب‌وجوش لوک تنها (۱۹۱۷)
- دردسرهای لوک در تراموا (۱۹۱۷)
- لوک تنها، پیک  (۱۹۱۷)
- ماه عسل لوک تنها (۱۹۱۷)
- لوک تنها، وکیل مدافع (۱۹۱۷)
- لاس (۱۹۱۷)
- خجالتی (۱۹۱۷)
- از یک قماش (۱۹۱۷)
- روز پرمشغله لوک (۱۹۱۷)
- صبر کن! لوک! گوش کن! (۱۹۱۷)
- حرکت کن (۱۹۱۷)
- در کنار امواج غم‌زده دریا (۱۹۱۷)
- آن طرف حصار (۱۹۱۷)
- لوک تنها در تین کن الی (۱۹۱۷)
- لوک دل لیدی فیر را می‌رباید (۱۹۱۷)
- آزادی از دست‌رفته لوک (۱۹۱۷)
- عشق، خنده و هیجان (۱۹۱۷)
- انتظار پرشستشوی لوک (۱۹۱۶)
- لوک، راننده تاکسی  (۱۹۱۶)
- لوک و اسب‌های مسابقه (۱۹۱۶)
- لوک، گلادیاتور  (۱۹۱۶)
- لوک و پریان دریا (۱۹۱۶)
- اخبار جانانه لوک (۱۹۱۶)
- لوک، فراهم‌کننده بیمار (۱۹۱۶)
- نابسامانی سینمایی لوک (۱۹۱۶)
- آماده‌سازی‌های لوک برای آماده بودن (۱۹۱۶)
- لوک اموال چپاول‌شده را پیدا می‌کند (۱۹۱۶)
- زندگی باشگاهی پرشتاب لوک (۱۹۱۶)
- خواب پراکنده لوک (۱۹۱۶)
- لوک به نیروی دریایی می‌پیوندد (۱۹۱۶)
- لوک پیروز می‌شود (۱۹۱۶)
- اختلاط اجتماعی لوک (۱۹۱۶)
- کودک گمشده لوک (۱۹۱۶)
- لوک به تفرجگاه می‌رود (۱۹۱۶)
- لوک با بی‌ملاحظگی رفتار می‌کند (۱۹۱۶)
- آن روزهای خوش کودکی (۱۹۱۶)
- آتش‌بازی‌های ناکام لوک (۱۹۱۶)
- لوک و دردسرهای رستوران (۱۹۱۶)
- لوک خوشگل‌ها را دید می‌زند (۱۹۱۶)
- لوک، قناد شیاد (۱۹۱۶)
- لوک، جعل‌کننده هویت (۱۹۱۶)
- لوک، فال‌بین (۱۹۱۶)
- بدل لوک (۱۹۱۶)
- خودروی قراضه و خطرناک لوک (۱۹۱۶)
- لوک و تروریست‌ها (۱۹۱۶)
- لوک و گردن‌کلفت‌های روستایی (۱۹۱۶)
- لوک تنها، سلطان سیرک (۱۹۱۶)
- لوک نقشه تبه‌کار را خنثی می‌کند  (۱۹۱۶)
- لوک تنها غرق در تجمل است (۱۹۱۶)
- لوک بارها را کشان کشان می‌برد (۱۹۱۶)
- لوکِ تنها، به ادبیات روی می‌آورد (۱۹۱۶)
- کنار دریا (۱۹۱۵)
- عصبی کردن آنان (۱۹۱۵)
- تصاویر لحظه‌ای رگتایم (۱۹۱۵)
- یک دست‌وپاچلفتی در زمین گلف (۱۹۱۵)
- ترفند، شعر و لوطی‌های محل (۱۹۱۵)
- سرهم‌بندی مشکلات (۱۹۱۵)
- خوشی موقت (۱۹۱۵)
- چمدان‌برهای هتل باگ‌هاوس (۱۹۱۵)
- لوک تنها، گانگستر خوش‌مشرب (۱۹۱۵)
- شوخی‌های عجیب و غریب بیماران (۱۹۱۵)